# CriSys Foundation

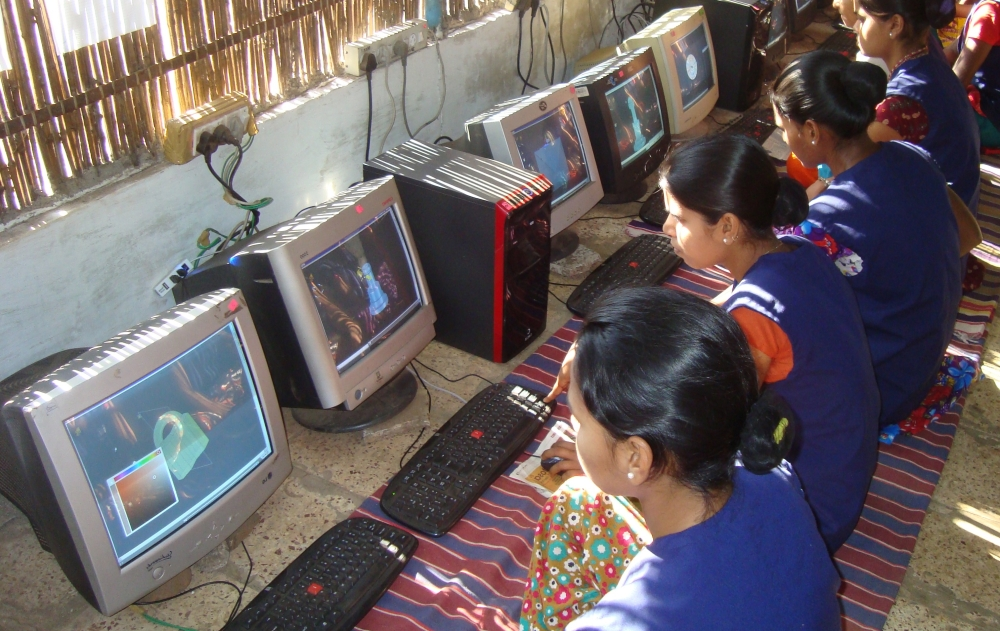
Компьютерный класс для адиваси

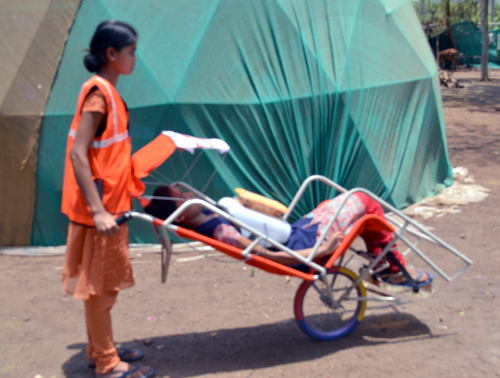
Тележка для перевозки укушенных ядовитой змеёй

Supervasi Foundation (ранее называлась CriSys Foundation) — индийская некоммерческая организация, крупный поставщик программного обеспечения и информационных услуг (системы планирования ресурсов и управления предприятием, системы сбора данных, веб-программирование, аутсорсинг бизнес-процессов), базирующийся в Тхане (Махараштра). Все доходы от прибыльного информационного бизнеса фонд направляет на социальные проекты: бесплатное профессиональное обучение молодёжи из числа адиваси (компьютерная грамотность и иностранные языки), трудоустройство способных студентов в области информационных технологий, развитие инфраструктуры и здравоохранения в бедных районах расселения племён. Фонд финансирует производство дешёвых и безопасных портативных дыхательных устройств и тележек для транспортировки пациентов, укушенных ядовитой змеёй, а также различных систем, снабжающих чистой водой дома, школы, больницы и сельское хозяйство.
CriSys (от Creative Responsible Integrated Systems) акцентирует внимание на инновационных решениях для развития беднейших племён, которые не могут самостоятельно приспособиться к современным реалиям и растущей экономике Индии. Организация — детище технолога Гленна Фернандеса, который два десятилетия проработал в местном отделении Siemens. Он собрал команду программистов, инженеров, врачей, биотехнологов, менеджеров, а также волонтёров из Германии и Австрии.
CriSys Foundation начал бесплатное обучение племенной молодёжи в сфере информационных технологий, здравоохранения и сельского хозяйства (PACT Program). Адиваси устраивались на работу либо в фонд, реализуя проекты как для своего сообщества, так и коммерческие заказы, либо получали стипендии для дальнейшего образования. Эта программа значительно подняла доходы молодёжи, особенно девушек, и сократила поток переселенцев из деревень в города. Следующий проект (Snakeathon Project) касался помощи от укусов ядовитых змей в отдалённых районах, где отсутствовали дороги, машины скорой помощи и больницы. Фонд создал специальные тележки-коляски, аптечки и дыхательные устройства для безопасной транспортировки жертв укусов до больницы.